# Coupe du monde de tir de l'ISSF 2018
Navigation
Édition précédente Édition suivante
La Coupe du monde de tir de l'ISSF 2018 est la trente-troisième édition annuelle de la Coupe du monde organisée par l'ISSF (Fédération internationale de tir sportif).
Elle regroupe toutes les épreuves figurant au programme olympique. 

## Calendrier
| Dates           | Lieu         | Pays         | Carabine | Pistolet | Fusil de chasse |
| --------------- | ------------ | ------------ | -------- | -------- | --------------- |
| 1 au 12 mars    | Guadalajara  | Mexique      | ✔        | ✔        | ✔               |
| 20 au 30 avril  | Changwon     | Corée du Sud | ✔        | ✔        | ✔               |
| 7 au 15 mai     | Fort Benning | États-Unis   | ✔        | ✔        |                 |
| 22 au 29 mai    | Munich       | Allemagne    | ✔        | ✔        |                 |
| 5 au 15 juin    | Siggiewi     | Malte        |          |          | ✔               |
| 9 au 19 juillet | Tucson       | États-Unis   |          |          | ✔               |

## Résultats

### Hommes

#### Carabine 10 m air comprimé
| Date          | Lieu         | Vainqueur         | Second               | Troisième     |
| ------------- | ------------ | ----------------- | -------------------- | ------------- |
| 4 mars 2018   | Guadalajara  | Istvan Peni       | Alexander Schmirl    | Ravi Kumar    |
| 22 avril 2018 | Changwon     | Alexander Dryagin | Vladimir Maslennikov | Istvan Peni   |
| 11 mai 2018   | Fort Benning | Julian Justus     | Juho Kurki           | Istvan Peni   |
| 26 mai 2018   | Munich       | Illia Charheika   | Vladimir Maslennikov | Lu Shao-Chuan |

#### Carabine 50 m 3 positions
| Date          | Lieu         | Vainqueur        | Second            | Troisième       |
| ------------- | ------------ | ---------------- | ----------------- | --------------- |
| 10 mars 2018  | Guadalajara  | Akhil Sheoran    | Alexander Schmirl | Istvan Peni     |
| 26 avril 2018 | Changwon     | Sergey Kamenskiy | Marco De Nicolo   | Istvan Peni     |
| 10 mai 2018   | Fort Benning | Istvan Peni      | Steffen Olsen     | Yang Haoran     |
| 25 mai 2018   | Munich       | Yang Haoran      | Sergey Kamenskiy  | Marco De Nicolo |

#### Pistolet 10 m air comprimé
| Date          | Lieu         | Vainqueur        | Second          | Troisième     |
| ------------- | ------------ | ---------------- | --------------- | ------------- |
| 3 mars 2018   | Guadalajara  | Shahzar Rizvi    | Christian Reitz | Jitu Rai      |
| 24 avril 2018 | Changwon     | Artem Chernousov | Shahzar Rizvi   | Samuil Donkov |
| 9 mai 2018\|  | Fort Benning | Wu Jiayu         | Wang Meng Yi    | Pablo Carrera |
| 25 mai 2018\| | Munich       | Oleh Omelchuk    | Christian Reitz | Pu Qifeng     |

#### Pistolet 25 m tir rapide
| Date          | Lieu         | Vainqueur         | Second           | Troisième        |
| ------------- | ------------ | ----------------- | ---------------- | ---------------- |
| 8 mars 2018   | Guadalajara  | Clément Bessaguet | Jean Quiquampoix | Christian Reitz  |
| 25 avril 2018 | Changwon     | Kim Jun-hong      | Christian Reitz  | Oliver Geis      |
| 12 mai 2018   | Fort Benning | Lin Junmin        | Yao Zhaonan      | Jean Quiquampoix |
| 27 mai 2018   | Munich       | Lin Junmin        | Oliver Geis      | Jorge Alvarez    |

#### Fusil de chasse Trap
| Date            | Lieu        | Vainqueur         | Second              | Troisième       |
| --------------- | ----------- | ----------------- | ------------------- | --------------- |
| 6 mars 2018     | Guadalajara | Lyndon Sosa       | Emanuele Buccolieri | Vesa Tornroos   |
| 24 avril 2018   | Changwon    | Mauro De Filippis | Jiri Liptak         | Yavuz Ilnam     |
| 13 juin 2018    | Siggiewi    | Aaron Heading     | Du Yu               | Marian Kovacocy |
| 17 juillet 2018 | Tucson      | Simone Prosperi   | Erminio Frasca      | Nathan Hales    |

#### Fusil de chasse Skeet
| Date            | Lieu        | Vainqueur       | Second            | Troisième          |
| --------------- | ----------- | --------------- | ----------------- | ------------------ |
| 11 mars 2018    | Guadalajara | Vincent Hancock | Paul Adams        | Tammaro Cassandro  |
| 29 avril 2018   | Changwon    | Vincent Hancock | Gabriele Rossetti | Juan Jose Aramburu |
| 9 juin 2018     | Siggiewi    | Vincent Hancock | Azmy Mehelba      | Gabriele Rossetti  |
| 13 juillet 2018 | Tucson      | Lee Jong-jun    | Giancarlo Tazza   | Stefan Nilsson     |

### Femmes

#### Carabine 10 m air comprimé
| Date          | Lieu         | Vainqueur            | Second        | Troisième         |
| ------------- | ------------ | -------------------- | ------------- | ----------------- |
| 3 mars 2018   | Guadalajara  | Laura-Georgeta Coman | Xu Hong       | Mehuli Ghosh      |
| 22 avril 2018 | Changwon     | Zhao Ruozhu          | Lin Ying-Shin | Jenny Stene       |
| 9 mai 2018    | Fort Benning | Wu Mingyang          | Zhu Yingjie   | Zhao Ruozhu       |
| 24 mai 2018   | Munich       | Lin Ying-Shin        | Wu Mingyang   | Rikke Maeng Ibsen |

#### Carabine 50 m 3 positions
| Date          | Lieu         | Vainqueur       | Second         | Troisième    |
| ------------- | ------------ | --------------- | -------------- | ------------ |
| 8 mars 2018   | Guadalajara  | Pei Ruijiao     | Anjum Moudgil  | Sun Ting     |
| 27 avril 2018 | Changwon     | Wang Zeru       | Franziska Peer | Ziva Dvorsak |
| 12 mai 2018   | Fort Benning | Snjezana Pejcic | Jiang Ting     | Wang Zeru    |
| 27 mai 2018   | Munich       | Elaheh Ahmadi   | Chen Dongqi    | Zhang Binbin |

#### Pistolet 10 m air comprimé
| Date          | Lieu         | Vainqueur       | Second           | Troisième         |
| ------------- | ------------ | --------------- | ---------------- | ----------------- |
| 4 mars 2018   | Guadalajara  | Manu Bhaker     | Alejandra Zavala | Céline Goberville |
| 25 avril 2018 | Changwon     | Viktoria Chaika | Ji Xiaojing      | Zorana Arunovic   |
| 12 mai 2018   | Fort Benning | Anna Korakaki   | Zorana Arunovic  | Pim-on Klaisuban  |
| 27 mai 2018   | Munich       | Olena Kostevych | Wang Qian        | Kim Min-jung      |

#### Pistolet 25 m
| Date          | Lieu         | Vainqueur          | Second           | Troisième        |
| ------------- | ------------ | ------------------ | ---------------- | ---------------- |
| 10 mars 2018  | Guadalajara  | Anna Korakaki      | Doreen Vennekamp | Mathilde Lamolle |
| 23 avril 2018 | Changwon     | Elena Galiabovitch | Lin Yuemei       | Yao Yushi        |
| 10 mai 2018   | Fort Benning | Maria Grozdeva     | Zorana Arunovic  | Anna Korakaki    |
| 25 mai 2018   | Munich       | Xiong Yaxuan       | Yao Yushi        | Olena Kostevych  |

#### Fusil de chasse Trap
| Date            | Lieu        | Vainqueur           | Second            | Troisième             |
| --------------- | ----------- | ------------------- | ----------------- | --------------------- |
| 5 mars 2018     | Guadalajara | Ashley Carroll      | Catherine Skinner | Aeriel Alease Skinner |
| 23 avril 2018   | Changwon    | Satu Makela-Nummela | Fátima Gálvez     | Alessandra Perilli    |
| 12 juin 2018    | Siggiewi    | Satu Makela-Nummela | Katrin Quooss     | Ekaterina Rabaya      |
| 16 juillet 2018 | Tucson      | Marika Salmi        | Fátima Gálvez     | Mélanie Couzy         |

#### Fusil de chasse Skeet
| Date            | Lieu        | Vainqueur      | Second         | Troisième         |
| --------------- | ----------- | -------------- | -------------- | ----------------- |
| 10 mars 2018    | Guadalajara | Kimberly Rhode | Caitlin Connor | Amber Hill        |
| 28 avril 2018   | Changwon    | Kimberly Rhode | Amber Hill     | Amber English     |
| 8 juin 2018     | Siggiewi    | Amber Hill     | Amber English  | Zhang Donglian    |
| 12 juillet 2018 | Tucson      | Kimberly Rhode | Caitlin Connor | Lucie Anastassiou |

### Mixte par équipes

#### Carabine 10 m air comprimé
| Date          | Lieu         | Vainqueur                                    | Second                                               | Troisième                                   |
| ------------- | ------------ | -------------------------------------------- | ---------------------------------------------------- | ------------------------------------------- |
| 5 mars 2018   | Guadalajara  | Chine Xu Hong Chen Keduo                     | Roumanie Laura-Georgeta Coman Alin George Moldoveanu | Inde Mehuli Ghosh Deepak Kumar              |
| 23 avril 2018 | Changwon     | Chine Zhao Ruozhu Yang Haoran                | Russie Daria Vdovina Vladimir Maslennikov            | Corée du Sud Song Soo-joo Keum Ji-hyeon     |
| 13 mai 2018   | Fort Benning | Chine Wu Mingyang Yao Yuncong                | Chine Zhao Ruozhu Yang Haoran                        | Allemagne Selina Gschwandtner Julian Justus |
| 28 mai 2018   | Munich       | Russie Anastasiia Galashina Sergey Kamenskiy | Chine Wu Mingyang Song Buhan                         | Chine Wang Luyao Yu Haonan                  |

#### Pistolet 10 m air comprimé
| Date          | Lieu         | Vainqueur                             | Second                                 | Troisième                                |
| ------------- | ------------ | ------------------------------------- | -------------------------------------- | ---------------------------------------- |
| 5 mars 2018   | Guadalajara  | Inde Om Prakash Mitharval Manu Bhaker | Allemagne Christian Reitz Sandra Reitz | France Céline Goberville Florian Fouquet |
| 26 avril 2018 | Changwon     | Chine Ji Xiaojing Wu Jiayu            | Allemagne Sandra Reitz Christian Reitz | Serbie Zorana Arunovic Damir Mikec       |
| 13 mai 2018   | Fort Benning | Espagne Sonia Franquet Pablo Carrera  | Serbie Zorana Arunovic Damir Mikec     | Grèce Anna Korakaki Dionysios Korakakis  |
| 28 mai 2018   | Munich       | Ukraine Olena Kostevych Oleh Omelchuk | Serbie Zorana Arunovic Damir Mikec     | Chine Xiong Yaxuan Pu Qifeng             |

#### Fusil de chasse Trap
| Date            | Lieu        | Vainqueur                                  | Second                                    | Troisième                                         |
| --------------- | ----------- | ------------------------------------------ | ----------------------------------------- | ------------------------------------------------- |
| 7 mars 2018     | Guadalajara | Finlande Satu Makela-Nummela Vesa Tornroos | Chine Zhang Xinqiu He Weidong             | États-Unis Aeriel Alease Skinner Mick Alton Wertz |
| 25 avril 2018   | Changwon    | Slovaquie Zuzana Štefečeková Erik Varga    | Australie Penny Smith Jack Wallace        | Koweït Sarah Alhawal Khaled Almudhaf              |
| 14 juin 2018    | Siggiewi    | Slovaquie Zuzana Štefečeková Erik Varga    | Italie Silvana Stanco Emanuele Buccolieri | Italie Jessica Rossi Giovanni Pellielo            |
| 18 juillet 2018 | Tucson      | États-Unis Corey Cogdell Casey Wallace     | France Mélanie Couzy Sébastien Guerrero   | États-Unis Kayle Browning William Hinton          |